# János Simor
János Simor (Székesfehérvár, 23 agosto 1813 – Esztergom, 23 gennaio 1891) è stato un cardinale e arcivescovo cattolico ungherese.

## Biografia
Era il quinto figlio di una famiglia di artigiani ungheresi. Il padre, Antal Simor, era un ricco calzolaio.
Studiò a Székesfehérvár, poi a Presburgo (l'odierna Bratislava) e nel seminario di Trnava. Ordinato sacerdote il 28 ottobre 1836, conseguì la laurea in teologia presso l'Università di Vienna nel 1841. Dopo un'esperienza come viceparroco, divenne docente di teologia dogmatica presso il seminario ove aveva studiato. Divenne canonico di Székesfehérvár e arcidiacono della Cattedrale di Buda.
Nel 1854 fu inviato a Roma dal cardinale Ján Krstiteľ Scitovský per una delicata missione diplomatica, per scongiurare l'estensione del concordato con l'Austria al Regno d'Ungheria.
Il 19 marzo 1857 fu nominato vescovo di Győr e il 29 giugno dello stesso anno fu consacrato vescovo dal cardinale Ján Krstiteľ Scitovský.
Nel 1867 fu promosso arcivescovo di Esztergom e primate d'Ungheria. Nello stesso anno gli fu conferita la Croce Cancelliere e Cavaliere di Gran Croce dell'Ordine Reale di Santo Stefano d'Ungheria.
Partecipò al Concilio Vaticano I opponendosi alla proclamazione dell'infallibilità del papa, ma allineandosi successivamente alla decisione dei padri conciliari.
Nel concistoro del 22 dicembre 1873 papa Pio IX lo creò cardinale e il 15 giugno 1874 ricevette il titolo di San Bartolomeo all'Isola.
Partecipò al conclave del 1878 che elesse papa Leone XIII.
Morì a Strigonio a 77 anni e fu sepolto nella cattedrale.

## Genealogia episcopale e successione apostolica
La genealogia episcopale è:
- Cardinale Scipione Rebiba
- Cardinale Giulio Antonio Santori
- Cardinale Girolamo Bernerio, O.P.
- Arcivescovo Galeazzo Sanvitale
- Cardinale Ludovico Ludovisi
- Cardinale Luigi Caetani
- Cardinale Ulderico Carpegna
- Cardinale Paluzzo Paluzzi Altieri degli Albertoni
- Cardinale Flavio Chigi
- Papa Clemente XII
- Cardinale Giovanni Antonio Guadagni, O.C.D.
- Cardinale Cristoforo Bartolomeo Antonio Migazzi
- Cardinale József Batthyány
- Arcivescovo Ferenc Fuchs
- Arcivescovo István Fischer de Nagy
- Vescovo József Vurum
- Vescovo František Lajčák, O.F.M.Cap.
- Cardinale Ján Krstiteľ Scitovský
- Cardinale János Simor

La successione apostolica è:
- Vescovo Vincent Etienne Jekelfalussy (1867)
- Vescovo János Zalka (1867)
- Vescovo Joseph Szabó (1868)
- Vescovo István Lipovniczky (1869)
- Vescovo Zsigmond Kovács (1869)
- Vescovo Imre Szabó (1869)
- Cardinale József Samassa (1871)
- Vescovo János Pauer (1872)
- Vescovo Juraj Schopper (1872)
- Cardinale Lőrinc Schlauch (1873)
- Arcivescovo György Császka (1874)
- Vescovo Nándor Dulánszky (1875)
- Vescovo József Boltizár (1875)
- Vescovo Kornél Hidasy (1883)
- Vescovo István Neszveda (1884)
- Vescovo Pál Palásthy (1886)
- Vescovo Imrich Bende (1887)
- Cardinale Károly Hornig (1888)
- Vescovo Fűlöp Steiner (1890)